# Nänie

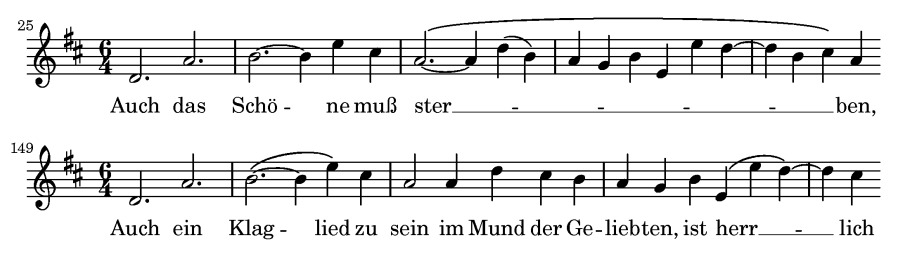
Tema de l'inici de Nänie

Nänie (la forma germànica del llatí nenia, en català "nènia" significant «cant fúnebre») és una composició per a cor mixt (SATB) i orquestra, op. 82 de Johannes Brahms, que va posar en música el poema Nänie de Friedrich von Schiller. Brahms va compondre aquesta peça l'any 1881, en memòria del seu amic difunt Anselm Feuerbach.
Nänie és una lamentació sobre la mort. La primera frase, Auch das Schöne muß sterben, es pot traduir per «Fins i tot la bellesa ha de morir». La seva execució dura uns 15 minuts aproximadament. Es tracta d'una peça relativament poc executada de Brahms, sobretot a causa de la seva dificultat.
Brahms va començar la composició la primavera de 1880 com a resposta a la mort del seu amic, el pintor Anselm Feuerbach. Escollí el text tenint presents els motius freqüents de la mitologia grega en l'obra del pintor. Va completar l'obra l'estiu de 1881 i la va dedicar a Henriette Feuerbach, la madrastra del pintor. Escrita aproximadament una dècada després d'Un Rèquiem alemany, mostra un enfocament similar amb relació al consol d'aquells que ploren una mort.

## Text original
Auch das Schöne muß sterben! Das Menschen und Götter bezwinget,

Nicht die eherne Brust rührt es dem stygischen Zeus.

Einmal nur erweichte die Liebe den Schattenbeherrscher,

Und an der Schwelle noch, streng, rief er zurück sein Geschenk.

Nicht stillt Aphrodite dem schönen Knaben die Wunde,

Die in den zierlichen Leib grausam der Eber geritzt.

Nicht errettet den göttlichen Held die unsterbliche Mutter,

Wann er am skäischen Tor fallend sein Schicksal erfüllt.

Aber sie steigt aus dem Meer mit allen Töchtern des Nereus,

Und die Klage hebt an um den verherrlichten Sohn.

Siehe! Da weinen die Götter, es weinen die Göttinnen alle,

Daß das Schöne vergeht, daß das Vollkommene stirbt.

Auch ein Klaglied zu sein im Mund der Geliebten ist herrlich;

Denn das Gemeine geht klanglos zum Orkus hinab.